# Pico de Boumort
El pico de Boumort es una montaña de Cataluña de 2077,2 m que se encuentra en el municipio de Conca de Dalt, en el Pallars Jussá. Es la cumbre más elevada de la sierra de Boumort. En la cumbre se puede encontrar un vértice geodésico con la referencia 264085001. El pico está incluido en el listado de las 100 cumbres de la Federació d'Entitats Excursionistes de Catalunya (FEEC).

## Ruta al pico de Boumort desde el refugio de Boumort
Desde el refugio de Boumort (1881 m) hay que coger una pista que sube por la montaña en dirección E y que llega hasta un cuello (1984 m). Allá hay un hito y una valla metálica. Desde el cuello hay que bajar en dirección E rodeando la valla hasta llegar a la zona conocida como Pletius de la Creueta (1970 m), unos extensos prados donde hay una puerta por donde se puede cruzar la valla metálica. Se tiene que cruzar la valla y seguir un camino que primero sube en dirección NO y después en dirección N y finalmente llega a la cumbre. La cima es un mirador privilegiado del Prepirineo y de los Pirineos.